# Николев, Иннокентий Николаевич
Иннокентий Николаевич Николев (1829 — 14 октября 1888, Москва, Российская империя) — русский архивист и историк.

## Биография
Родился в 1829 году в семье священника. Поступил и окончил Вифанскую духовную семинарию. В 1853 году устроился на работу в Московский архив Министерства юстиции и с 1853 по 1887 год составлял обзоры по москвоведению. Являлся действительным членом многих археологических и исторических обществ.
Скончался 14 октября 1888 года в Москве. Был отпет в Знаменской церкви в Зубове и впоследствии похоронен на Ваганьковском кладбище; могила утрачена.